# Василь Стрілковський
Василь Стрілковський (*д/н —після 1618) — український військовий діяч, гетьман реєстрового козацтва у 1616 році.

## Життєпис
Про місце й дату народження немає відомостей. Вже у 1590-х роках відзначився у походах запорожців. У 1616 році обирається новим гетьманом. Наприкінці квітня — на початку травня запорожці у кількості 2-2,5 тис. осіб на чолі з Стрілковським здійснили похід на османські міста. Під час цього успішного походу було взято міста Варну та Місіврі, поблизу Стамбула. За 70 км від османської столиці вони розпочали пустошити узбережжя. Султан Ахмед I відрядив на них 7 галер, з якими запорожці сміливо вступили в бій й здобули перемогу. Одну з галер вдалося захопити.
Водночас гетьман відправив інший загін з 3 тис. запорожців, який, об'єднавшись у морі з 700 донськими козаками, напав на турецьких купців. Під час повернення на Дон донці зіткнулися вже з військовою флотилією. Бій закінчився цілковитою перемогою козаків.
По поверненню на Січ розпочав перемовини з посланцями Війська Донського Дружиною Трубніковим та Іваном Слєповим (останніх підтримував московський уряд) щодо спільних дій задля захоплення фортеці Азов. Для цього Стрілковський відправив 300 запорожців, які почали готувати табір для основного війська. Проте незабаром Василя Стрілковського було позбавлено посади, замість нього гетьманом знову стає Петро Сагайдачний. Ймовірно, останній запропонував похід проти турецьких міст на Чорному морі (Очаків, Кафа), де можна було запорожцям здобути більші здобич, ніж при захоплені Азова.
Того ж року брав участь у поході на Кафу, де в багато в чому сприяв успіху козаків над тамтешньою турецькою залогою. У 1618 році як рядовий
козак був учасником походу гетьмана Сагайдачного на Москву у 1618 року. після відходу основних сил з Московського царства, Василь Стрілковський у складі полку Ждана Коншина залишився на московській службі. Подальша доля невідома.